# بوفيجني بويفليس
بوفيجني بويفليس (بالفرنسية: Bouvigny-Boyeffles)‏ هي بلدية تقع في إقليم باد كاليه من منطقة نور با دو كاليه في شمال فرنسا. تبلغ مساحة هذه المدينة 9.07 (كم²)، وترتفع عن سطح البحر 116 م، يبلغ عدد سكانها 2449 نسمة حسب إحصاء المعهد الوطني للإحصاء والدراسات الاقتصادية سنة 2009 م. وترأس Maurice Viseux البلدية خلال فترة (2008-2014).